# Aïn Naga
Aïn Naga (în arabă عين الناقة) este o comună din provincia Biskra, Algeria.
Populația comunei este de 12.032 de locuitori (2008).